# Adena
Adina Zotea, conocida como Adena, es una cantante de house rumana que debutó en el año 2011 con su canción "S.O.S".

## Biografía

### Comienzos: Primera actividad musical (1992-2011)
Adina-Flavia Zotea nació en la ciudad de Bucarest, Rumania. Creció en una familia que apoyó su pasión por la música y la animó a aprender y descubrir nuevos géneros musicales. Su talento fue descubierto en la infancia, después de una serie de participaciones exitosas en actividades culturales en la escuela, y luego se destacó durante la escuela secundaria en varios festivales de música, donde fue remarcada de inmediato gracias a su voz y presencia en la escena, ganando premios con canciones como "Goodbye" o "Rise at Dawn". Teniendo en cuenta los consejos del profesor de música, comenzó a tomar clases de canto, mejorando sus cualidades vocales.
Adena ha aparecido en el mercado musical en 2011 a la edad de 19 años, con "SOS", producido por Connect-R y Chris Mayer, canción difundido en la radio ese año, con un gran impacto en los jóvenes de Rumanía, pero también en los jóvenes de otros continentes, como por ejemplo, en Asia. que benefició de muchos "remixes" hechos por productores conocidos. En el otoño de ese mismo año, comenzó a trabajar con Laurentiu Duta, después de lo cual salieron los sencillos "Milkshake"  feat. Dony, y "Lay me down", llevado a cabo en 2012 en colaboración con el DJ español Luis López, que benefició de un video, grabado en Valencia y la hizo conocida al joven artista en España y América Latina, ayudándola a subir en el ranking como Los 40 Principales.
A principios de 2013, lanzó la canción "Miracle of love", producido por Mario Morreti. Porque le gustan los retos, en el otoño, Adena inicia un nuevo proyecto con DJ Take. Una nueva canción aparece "Party Machines", una canción alegre, dedicada a sus fanes, amantes de los clubs y música de baile. La canción fue grabada en el estudio de Jhaps Rumanía.
Tras una breve pausa, el año 2015 comienza con "Tu Mano", en colaboración con el productor musical Geo Raphael. Con la aparición de esta canción, Adena contribuye por primera vez en la parte creativa. En el mismo año, se lanza el sencillo "Inocența", la primera canción interpretada en rumano por la bella artista y producida por Mario Morreti.
En el mismo año, 2015, los dos deciden trabajar juntos de nuevo, esta vez para el sencillo "Feel". En 2016 aparecen otras dos canciones, "Soulmates" y "Calentura". En 2017, compone con Geo Raphael, un nuevo sencillo, pero esta vez en rumano, "Ea", publicado por "Red Clover".

## Discografía
Singles
- S.O.S (2011)
- Milkshake (feat. Dony, 2011)
- LAY ME DOWN (feat. Luis López, 2011)
- Miracle of love (2013)
- Party Machines (feat. DJ Take, 2013)
- Tu mano (feat. Geo Raphael, 2015)
- Inocența (2015) cu Mario Morreti
- Feel (feat. Geo Raphael, 2015)
- Soulmates (feat. Geo Raphael, 2016)
- Calentura (2016) cu Geo Raphael
- Ea (feat. Geo Raphael, 2017)
- Mon Amour (feat. Geo Raphael, 2018)